# Tipógrafo

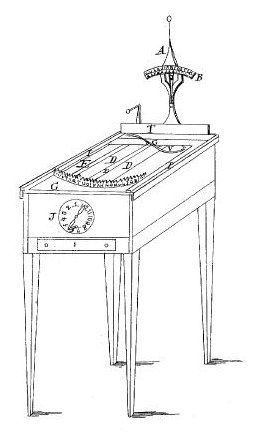
El modelo de patente 1830 "tipógrafo" de Burt montado en cuatro patas de tres pies de largo que muestra el conjunto de impresión del martillo de palanca en posición vertical.

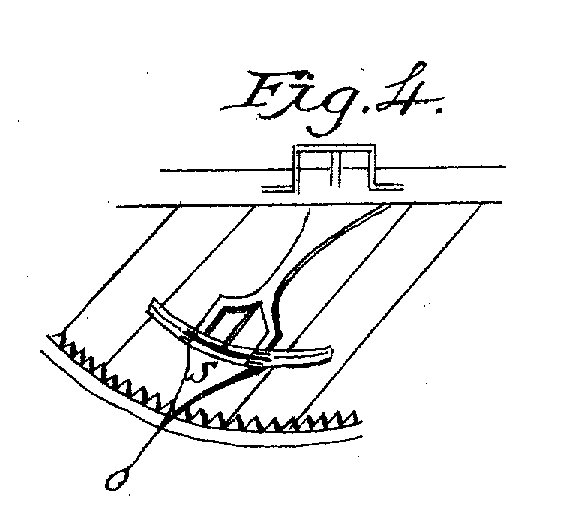
Patente USX558111 que muestra la palanca de selección de caracteres en posición en una letra lista para ser presionada para hacer una impresión mecanografiada.

El tipógrafo fue una de las primeras máquinas de escribir. Fue una innovación mecánica creada por William Austin Burt. El mecanismo se accionó a mano para proporcionar una impresión de tinta impresa en papel. Burt era un agrimensor del gobierno y necesitaba terminar rápidamente la correspondencia oficial. Burt tenía experiencia en mecánica, por lo que se inspiró para hacer una máquina que aceleraría el trabajo de secretaría.
Burt tenía dos versiones de su aparato mecánico. El primero fue construido en una caja de madera que se podía llevar a mano. El segundo era un gran modelo avanzado que estaba montado sobre cuatro patas. El primer modelo de trabajo proporcionado por Burt para su patente de 1829 fue destruido en el incendio de la Oficina de Patentes de los Estados Unidos de 1836. Aunque su tipógrafo, como su invento fue conocido por primera vez, podía imprimir documentos prolijos, el mecanismo era lento ya que cada letra tenía que hacerse a mano. En última instancia, su invento no logró el objetivo de acelerar el trabajo de oficina como se había propuesto.

## Historia
Burt concibió la idea de un dispositivo de mecanografía cuando observó a los trabajadores de oficina abrumados con la tarea de crear documentos oficiales por triplicado a mano. Razonó que una máquina de impresión podría aliviar muchas horas de la tediosa tarea mediante la automatización. En la década de 1820, en su herrería, comenzó a desarrollar un aparato de este tipo. Su "tipógrafo" construido hasta el punto de poder imprimir una carta ordenada fue patentado con el número 259 el 23 de julio de 1829. 
Los documentos de la Oficina de Patentes de los Estados Unidos describen la máquina estadounidense de Burt como "la construcción real de una máquina de escribir por primera vez en cualquier país". Fue la primera máquina de escribir práctica fabricada en Estados Unidos. La patente le dio a Burt los derechos exclusivos completos de su nueva máquina de escribir durante 14 años, incluyendo vender o vender a otros cualquiera o todos estos derechos como mejor le parezca, firmado por el presidente Andrew Jackson. 
Anteriormente, en 1714, la oficina de patentes británica concedió una patente al ingeniero inglés Henry Mill para una máquina de escribir; sin embargo, nunca la construyó. Este primer registro de un intento inicial le dio a Mills tiempo (14 años) para desarrollar un modelo o al menos una descripción de su "máquina artificial"; sin embargo, el secreto de cómo hacer una máquina así, si alguna vez hubo una, murió con él. No hay ningún registro de que haya existido, y ni siquiera se han encontrado rastros de dibujos o especificaciones, lo que hace pensar que desistió del proyecto, o que no funcionaría.
A Christopher Latham Sholes se le atribuye el mérito de haber inventado la primera máquina de escribir "práctica". De hecho, fue la quincuagésima segunda persona, o posiblemente la 112, en reinventar una máquina de "escribir a máquina" que llamó máquina de escribir. Incluso parece ser, de que el modelo regular de las máquinas de escribir antiguas, fue inventado por el Sacerdote Brasileño Francisco João de Azevedo, en 1861, utilizando madera y piezas de metal. Recibió un premio del Emperador de aquél país.
Todas las máquinas de "escribir a máquina", aquellas que usaban letras tipográficas, generalmente recibieron el nombre de "tipógrafos", debido a que se relacionaban con la Tipografía y, hasta entonces, eran operadas por cajistas. Y en 1874 el concepto finalmente llegó a ser llamado "máquina de escribir". La palabra permaneció dividida con guiones hasta la década de 1880. William Ozmun Wyckoff, presidente del Estado de Nueva York, de la Asociación de Periodistas en 1886, y fundador de la Remington Typewriter Company, difundió el nombre "máquina de escribir". Se hizo muy conocido, y el público finalmente lo aceptó como una palabra en 1919. Finalmente, el tipógrafo de Burt fue llamado: Máquina de Escribir, aunque, cuando las verdaderas máquinas de escribir se comercializaron, se volvió al término "tipógrafo". 
La Junta de Electores de la Asociación Nacional de Taquigrafía de Detroit reconoció a Burt como un líder entre los inventores de máquinas de escribir y uno que aseguró el reconocimiento mundial de la prioridad de los inventores estadounidenses en el campo de las máquinas de escribir. Los autores franceses Henri Dupont y C. Senechal describieron al tipógrafo de Burt con gran detalle en su libro de 1906 Les machines a écrire: historique, avantages, descriptions et traité complet de dactylographie ou art d'écrire a la machine.

## Patente

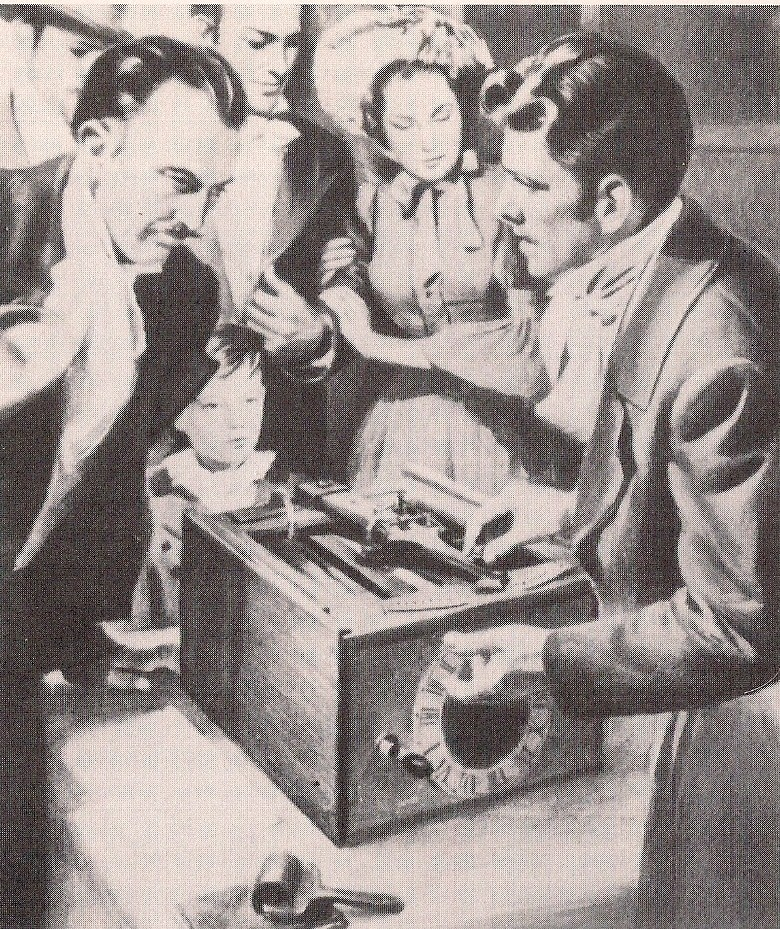
Burt demostrando a su tipógrafo escritor golpeando la palanca con el martillo hacia abajo para hacer una impresión mecanografiada de la letra seleccionada.

La máquina era una caja rectangular de madera, de 12 pulgadas (300 mm) de ancho, 12 pulgadas (300 mm) de alto y 18 pulgadas (460 mm) de largo. Funcionaba mecánicamente presionando una palanca giratoria para que una letra entintada entrara en contacto con el papel. Un medidor que fue diseñado en forma circular en el sentido de las agujas del reloj en el frente de la caja indicaba el número de líneas escritas en la hoja de papel en blanco que tenía hasta 15 pulgadas de largo. El papel estaba sujeto a un cinturón de material similar al terciopelo. El cinturón giraba cuando se presionaba la palanca de impresión. 
La patente describe que la máquina de Burt tiene un conjunto de caracteres tipográficos dispuestos en la parte inferior de un conjunto de piezas que tenían una palanca girada para oscilar vertical y horizontalmente. El carácter de tipografía deseado se lleva al punto de impresión moviendo esta palanca horizontalmente a una posición sobre el mismo carácter en el índice, y la impresión en el papel se realiza presionando la palanca. Se pueden utilizar diferentes estilos de caracteres tipográficos. Estaban dispuestos en dos filas sobre una palanca. Las filas de caracteres tipográficos se pueden mover en la palanca para llevar cualquiera de ellos al punto de impresión. El papel se transportaba en una banda sin fin que viajaba en sentido transversal a la máquina y la banda se movía para espacio entre letras mediante la palanca de impresión cada vez que se presionaba la palanca para imprimir. El espacio de la línea se hizo desplazando el marco que lleva el mecanismo de impresión hacia la parte delantera o trasera de la máquina, con el papel inmóvil. Se colocaron almohadillas de tinta a cada lado del punto de impresión, y todos los caracteres tipográficos, excepto el que estaba en la posición de impresión, se entintaban cada vez que se presionaba la palanca de impresión. Se pueden utilizar letras mayúsculas y minúsculas. Se proporcionó un dial que indicaba la longitud del papel (pulgadas) que había pasado el punto de impresión al imprimir cada línea. El operador conocía el ancho del papel que se utilizaba cada vez. Había un indicador de detener la impresión para el final de la línea. excepto el que estaba en la posición de impresión, se entintaban cada vez que se presionaba la palanca de impresión. 
La Oficina de Patentes de Estados Unidos había reconocido cuatro clases de máquinas de escribir. La primera fue una máquina de rueda indexadora, como la patentada por Burt el 23 de julio de 1829. La segunda fue la máquina de barras patentada por primera vez por John B. Fairbanks el 17 de septiembre de 1850. La tercera fue la máquina de placas patentada por primera vez por Oliver T. Eddy el 12 de noviembre de 1850. El cuarto fue la máquina de rueda de llave patentada por primera vez por John Pratt el 11 de agosto de 1868. 
Un modelo de trabajo completo del "tipógrafo" de Burt estuvo en la sala de modelos de la Oficina de Patentes desde el momento de la patente hasta el incendio de la Oficina de Patentes del 15 de diciembre de 1836 .  El incendio destruyó todas las patentes y modelos de patentes emitidos a partir de 1790.  Un mecánico competente puede construir una réplica funcional del tipógrafo de Burt a partir de la descripción y los dibujos de su patente. Austin Burt, bisnieto de Burt, construyó un modelo funcional en 1892 para la Exposición Mundial de Columbia a partir de una copia en pergamino de la patente original (N.º 5581X). 
La razón por la que Burt construyó la máquina fue para acelerar su trabajo en la correspondencia oficial como tipógrafo del gobierno. John Pitts Sheldon de Detroit Free Press, amigo editor de periódicos de Burt, proporcionó las letras tipográficas de la compañía de periódicos en mayo de 1829 para que el primer tipógrafo de Burt pudiera mecanografiar la primera letra escrita en ellas. La carta iba dirigida al futuro presidente Martin Van Buren, entonces secretario de Estado. Dos meses después recibió una patente oficial como uno de los inventos más singulares y útiles de la época. Fue la primera patente de una máquina de escribir tipográfica. 
Burt construyó en 1830 una segunda máquina de escribir tipográfica mejorada que se parecía a una máquina de pinball porque se le añadieron cuatro patas cónicas para estar de pie.  Sheldon había llevado el "modelo" de Burt a la Oficina de Patentes en Washington D. C. el 9 de marzo de ese año según una carta mecanografiada a su esposa el 13 de marzo de 1830.  Las letras para este modelo de la Oficina de Patentes eran obtenido de un Sr. White de Nueva York, un fundador de la tipografía. A pesar de que se pudo escribir una carta de aspecto prolijo en el "tipógrafo" de Burt, el objetivo básico de acelerar la correspondencia no se logró, ya que su máquina era muy lenta al escribir. Debido a esto, la máquina no pudo comercializarse. Burt perdió interés en él y vendió sus derechos a un Cyrus Spalding por $ 75 el 17 de marzo de 1830 con mejoras sugeridas. Al final, no tuvo más suerte en la comercialización de la máquina de escribir.  El tipógrafo estaba tan adelantado a su tiempo que no encontró mercado.

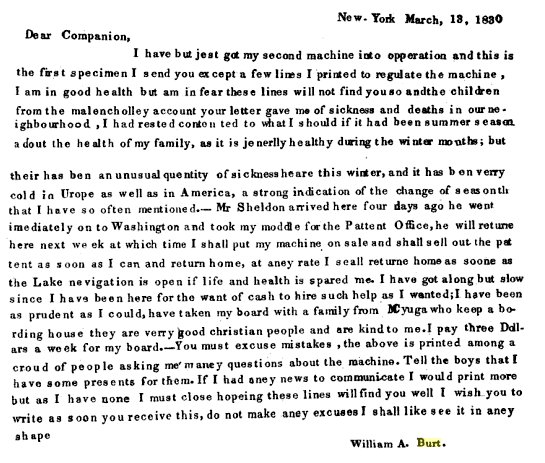
Carta mecanografiada por Burt en 1830 a su esposa.
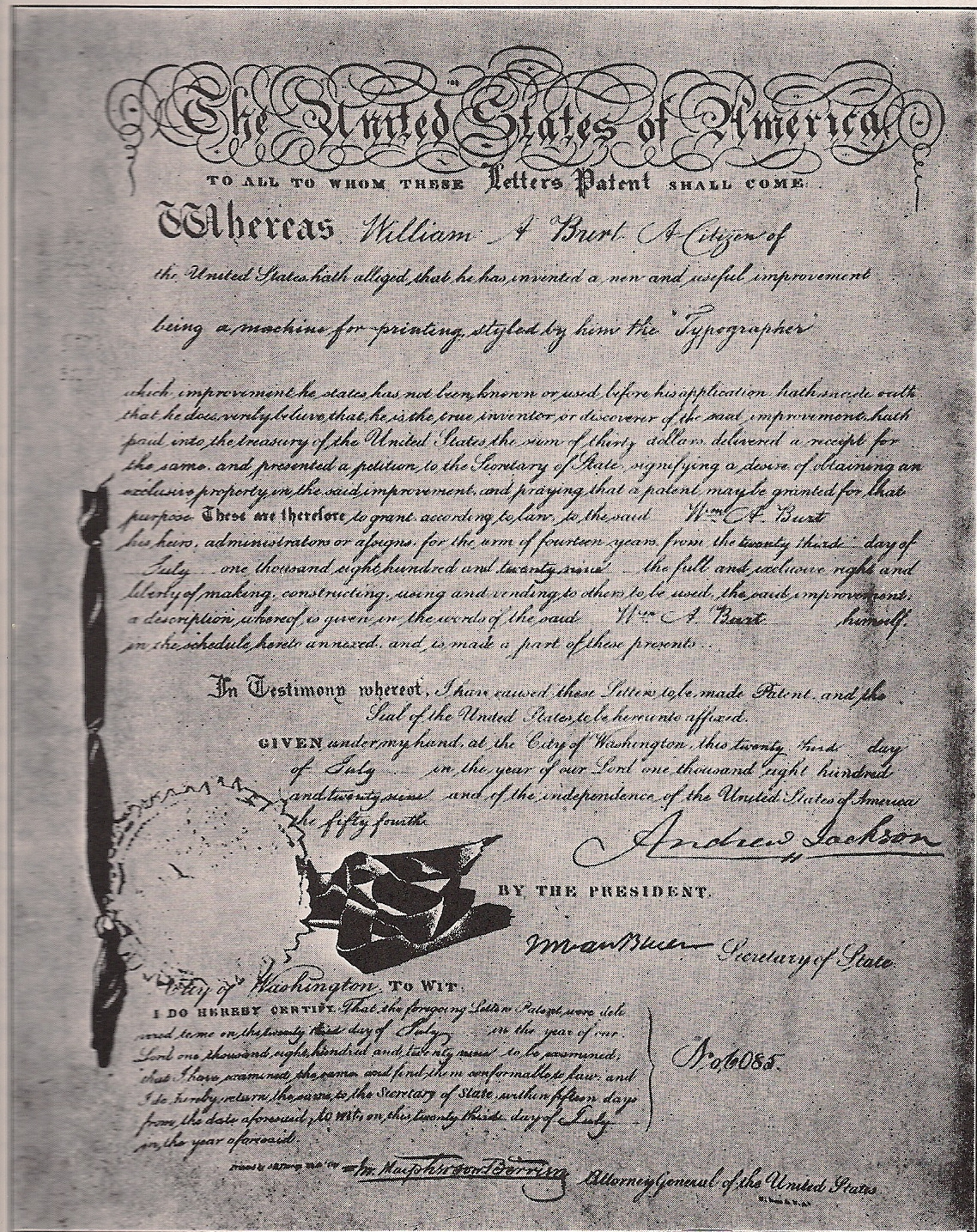
Patente de la máquina firmada por el presidente Andrew Jackson